# پریش سنت جیمز ویندوارد
پریش سنت جیمز ویندوارد (به لاتین: Saint James Windward Parish) یک قصبه در سنت کیتس و نویس است که در سنت کیتس و نویس واقع شده‌است. پریش سنت جیمز ویندوارد ۱٬۸۳۶ نفر جمعیت دارد.